# NGC 909
NGC 909 is een elliptisch sterrenstelsel in het sterrenbeeld Andromeda. Het hemelobject werd op 30 oktober 1878 ontdekt door de Franse astronoom Édouard Jean-Marie Stephan.

## Synoniemen
- PGC 9197
- UGC 1872
- MCG 7-6-13
- ZWG 539.16
- NPM1G +41.0066